# メアリー・ケイト・シェルハート
メアリー・ケイト・シェルハート（Mary Kate Schellhardt、1978年11月1日 - ）は、アメリカ合衆国の女優。

## 出演作品
- 60年後...
- プライベート・プラクティス2 迷えるオトナたち
- フリー・ウィリー2
- アポロ13（バーバラ・ラヴェル）
- ギルバート・グレイプ